# Liste der Torschützenkönige der Major League Soccer
Die Liste der Torschützenkönige der Major League Soccer listet saisonweise den besten Torschützen der nordamerikanischen Fußball-Profiliga Major League Soccer (MLS) auf. Torschützenkönig ist derjenige Spieler, der im Verlauf einer MLS-Saison die meisten Tore erzielt. Bei Gleichstand entscheidet die Anzahl der Torvorlagen.
Der beste Torschütze einer Saison wird erst seit 2005 von der MLS offiziell mit dem MLS Golden Boot ausgezeichnet. Zwischen 1996 und 2004 erhielt stattdessen der Spieler mit den meisten Scorerpunkten den MLS Scoring Champion Award. Dabei gab ein erzieltes Tor zwei Punkte, eine Torvorlage brachte einen Punkt.
| Saison          | Bester Torschütze                   | Bester Torschütze                             | Bester Torschütze | MLS Scoring Champion     | MLS Scoring Champion              | MLS Scoring Champion |
| Saison          | Spieler                             | Verein                                        | Tore              | Spieler                  | Verein                            | Punkte               |
| --------------- | ----------------------------------- | --------------------------------------------- | ----------------- | ------------------------ | --------------------------------- | -------------------- |
| 1996            | Roy Lassiter                        | Tampa Bay Mutiny                              | 27                | Roy Lassiter             | Tampa Bay Mutiny                  | 58                   |
| 1997            | Jaime Moreno                        | D.C. United                                   | 16                | Predrag Radosavljević    | Kansas City Wizards               | 41                   |
| 1998            | Stern John                          | Columbus Crew                                 | 26                | Stern John               | Columbus Crew                     | 57                   |
| 1999            | Jason Kreis Stern John Roy Lassiter | Dallas Burn Columbus Crew D.C. United         | 18                | Jason Kreis              | Dallas Burn                       | 51                   |
| 2000            | Mamadou Diallo                      | Tampa Bay Mutiny                              | 26                | Mamadou Diallo           | Tampa Bay Mutiny                  | 56                   |
| 2001            | Álex Pineda Chacón                  | Miami Fusion                                  | 19                | Álex Pineda Chacón       | Miami Fusion                      | 47                   |
| 2002            | Carlos Ruiz                         | LA Galaxy                                     | 24                | Taylor Twellman          | New England Revolution            | 52                   |
| 2003            | Carlos Ruiz Taylor Twellman         | LA Galaxy New England Revolution              | 15                | Predrag Radosavljević    | Kansas City Wizards               | 41                   |
| 2004            | Brian Ching Eddie Johnson           | San José Earthquakes Dallas Burn              | 12                | Amado Guevara Pat Noonan | MetroStars New England Revolution | 30                   |
| MLS Golden Boot |                                     |                                               |                   |                          |                                   |                      |
| 2005            | Taylor Twellman                     | New England Revolution                        | 17                |                          |                                   |                      |
| 2006            | Jeff Cunningham                     | Real Salt Lake                                | 16                |                          |                                   |                      |
| 2007            | Luciano Emilio                      | D.C. United                                   | 20                |                          |                                   |                      |
| 2008            | Landon Donovan                      | LA Galaxy                                     | 20                |                          |                                   |                      |
| 2009            | Jeff Cunningham                     | FC Dallas                                     | 17                |                          |                                   |                      |
| 2010            | Chris Wondolowski                   | San José Earthquakes                          | 18                |                          |                                   |                      |
| 2011            | Dwayne De Rosario                   | Toronto FC / New York Red Bulls / D.C. United | 16                |                          |                                   |                      |
| 2012            | Chris Wondolowski                   | San José Earthquakes                          | 27                |                          |                                   |                      |
| 2013            | Camilo da Silva Sanvezzo            | Vancouver Whitecaps                           | 22                |                          |                                   |                      |
| 2014            | Bradley Wright-Phillips             | New York Red Bulls                            | 27                |                          |                                   |                      |
| 2015            | Sebastian Giovinco                  | Toronto FC                                    | 22                |                          |                                   |                      |
| 2016            | Bradley Wright-Phillips             | New York Red Bulls                            | 24                |                          |                                   |                      |
| 2017            | Nemanja Nikolics                    | Chicago Fire                                  | 24                |                          |                                   |                      |
| 2018            | Josef Martínez                      | Atlanta United                                | 31                |                          |                                   |                      |
| 2019            | Carlos Vela                         | Los Angeles FC                                | 34                |                          |                                   |                      |
| 2020            | Diego Rossi                         | Los Angeles FC                                | 14                |                          |                                   |                      |
| 2021            | Valentín Castellanos                | New York City FC                              | 19                |                          |                                   |                      |
| 2022            | Hany Mukhtar                        | Nashville SC                                  | 23                |                          |                                   |                      |
| 2023            | Denis Bouanga                       | Los Angeles FC                                | 20                |                          |                                   |                      |
| 2024            | Christian Benteke                   | D.C. United                                   | 23                |                          |                                   |                      |